# Allophorocera delecta
Allophorocera delecta là một loài ruồi trong họ Tachinidae.